# Nizam-ı Jedid
Il Nizam-ı Djedid (in turco ottomano نظام جديد, Niẓām-ı Cedīd, trad. Nuovo Ordinamento o Nuovo Ordine) fu una serie di riforme attuate dal sultano ottomano Selim III tra la fine del XVIII e l'inizio del XIX secolo, nel tentativo di raggiungere militarmente e politicamente le potenze occidentali. Il regime del Nuovo Ordine fu lanciato da Selim III e da una coalizione di riformatori. Gli obiettivi centrali si basavano sulla creazione di un esercito professionale lungo i canoni europei, un tesoro privato per finanziare le spese militari e altre riforme amministrative. Si può generalmente affermare che il periodo del Nuovo Ordine sia durato dal 1789 al 1807, quando Selim III fu deposto da un colpo di stato dei giannizzeri.
Mentre il termine "Nuovo Ordine" alla fine arrivò a comprendere tutte le riforme di Selim III, il nome fu usato contemporaneamente per riferirsi solo all'innovazione centrale della riforma: l'esercito del Nizam-ı Jedid. Questo esercito fu in gran parte ai suoi tempi un fallimento, ma rifletteva un passo importante nelle varie fasi di tentativi di riforma ottomani.
Il desiderio di Selim III di un esercito richiedeva cambiamenti di vasta portata nella burocrazia e nella struttura dell'Impero ottomano e riorganizzava profondamente la politica ottomana contemporanea.
Il Nuovo Ordine, secondo lo storico Stanford Shaw, rifletteva un profondo cambiamento nel pensiero ottomano sul modi di affrontare l'Occidente. Fino ad allora, gli ottomani avevano concepito di battere l'Occidente tornando ai giorni di gloria del XVI secolo, ma le riforme del Nizam-i Djedid erano basate sull'idea che le idee e i processi occidentali dovevano essere adottati per ripristinare il prestigio globale degli ottomani.

## Etimologia
Nizam e cedid sono prestiti dall'arabo in lingua turca. La frase equivalente in arabo sarebbe النظام الجدید‎ , An-Niẓām Al-Jadīd, che significa "nuovo ordine" o "nuovo sistema".
Nelle fonti di lingua italiana sussistono varie denominazioni: nizam-ı Djedid, nizâm-i jedîd, nizam gedid. o forme più desuete come nizam geditti o nizam geditte.
Le forze di Selim III furono progettate per essere una nuova forza per controbilanciare i giannizzeri, che venivano regolarmente accusati di essere sia inefficaci che di detenere troppo potere politico. Il paradosso, tuttavia, era che gli yenicheri, la parola turca per giannizzeri, significa anche "nuovo esercito", portando così invece alla designazione delle forze Nizam-i Cedid ("Nuovo Ordine").

## Origini

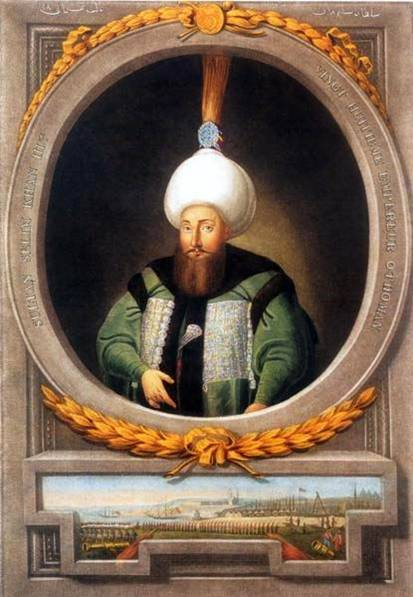
Sultano ottomano Selim III, che realizzò le riforme.

Tra la metà e la fine del XVIII secolo si assistette a una crescente competizione delle grandi potenze quando i nuovi imperi, in particolare Gran Bretagna e Francia, sorsero e consolidarono i rispettivi domini. L'Impero ottomano sembrava essere sempre più indietro rispetto ai suoi rivali, in particolare Russia e Austria, che avevano inferto diverse sconfitte al regime ottomano sin dagli anni '60 del Settecento.
Il più notevole di questi fu il Trattato di Küçük Kaynarca del 1774, che portò alla perdita della Crimea a favore della Russia, alla quale furono anche date importanti concessioni: il permesso per le sue navi di navigare liberamente nel Mar Nero, l'accesso al Mediterraneo e consolati e un'ambasciata in territorio ottomano.
Nel 1774, il sultano Mustafa riassunse in versi l'atmosfera dell'epoca: “Il mondo è in decadenza, non pensare che sarà giusto con noi; Lo stato è caduto nella meschinità e nella volgarità, tutti a corte si preoccupano del piacere; Per noi non resta altro che la misericordia divina”. Il sovrano morì poco dopo e il suo successore e fratello, Abdül Hamid I iniziò una seconda guerra nel tentativo di recuperare ciò che era stato perso in Crimea, ma si rivelò un disastro.
Una battaglia decisiva nel 1789 divenne una dimostrazione della debolezza militare ottomana poiché 120.000 giannizzeri furono sconfitti da 8.000 soldati russi sulle rive del Danubio. I riformatori del Nuovo Ordine sostenevano che il corpo dei giannizzeri era passato da una forza combattente indurita a un gruppo di interesse radicato con scarso interesse per l'addestramento e il combattimento.
Nel 1789, Selim III ereditò il trono da suo zio Abdul Hamid all'età di 28 anni. Ereditò anche la seconda guerra russo-turca, che provocò un'umiliante sconfitta per l'impero e il rafforzamento del disastro di Küçük Kaynarca con il Trattato di Iași nel 1792. Selim guidò una coalizione di riformatori e convocò rapidamente un'assemblea consultiva per far avanzare il tajdid, o il rinnovamento.
Sebbene Selim III ricevesse spesso il merito delle riforme militari, non fu certo l'unico istigatore. Le idee per la riforma, in particolare dell'esercito, aveva preoccupato la classe politica ottomana per quasi un secolo prima che Selim III salisse al trono. Il primo addestramento militare in stile occidentale nel mondo ottomano fu fatto all'insaputa del Sultano. Nel 1790, come documenta Stanford Shaw, Koca Yusuf Pascià organizzò un corpo separato per addestrare un nucleo selezionato di soldati nel mezzo della seconda guerra russo-turca.

## Riforme
L'obiettivo principale delle riforme del Nuovo Ordine, dalle quali tutte le altre presero il nome, fu la riforma militare. Selim III, dopo aver visto i suoi eserciti facilmente sconfitti dalle forze europee, portò docenti stranieri a prestare servizio come consiglieri militari e organizzò due istituiti di ingegneria navale e militare, rispettivamente, lungo i canoni europei, con il francese come lingua di insegnamento. Selim intraprese anche una riorganizzazione istituzionale delle Forze Armate portando artiglieria e trasporti nello stesso dipartimento. L'investimento pagò rapidamente i risultati e diverse centinaia di forze del Nuovo Ordine superarono ampiamente le truppe ottomane convenzionali nella difesa di Acri del 1799 da Napoleone Bonaparte.
La più grande minaccia per il Nuovo Ordine rimasero i giannizzeri. In effetti, "le carenze [dei giannizzeri] erano semplicemente indicative di problemi finanziari, organizzativi e disciplinari più profondi che colpivano lo stato ottomano". Nelle sue fasi iniziali, l'intera riforma doveva essere nascosta per evitare di provocarli, incorporando le truppe del Nuovo Ordine all'interno di un'altra unità.
In teoria, anche i giannizzeri erano soggetti a riforma e addestramento secondo lo stile europeo, ma nei fatti resistettero. Mentre alcuni dei riformatori più radicali esortarono Selim ad abolire i giannizzeri, ciò si rivelò nella pratica un grave problema politico. Ci furono anche tentativi di cooptare i giannizzeri, e la Sublime Porta emanò decreti che lodavano il loro ruolo nella storia ottomana e assicurando che i loro stipendi sarebbero continuati.
Le riforme militari, tuttavia, comportarono anche tutta una serie di riforme economiche. Il nuovo esercito richiedeva nuove forme di tassazione e lo sradicamento di gruppi di élite radicati, e l'“esercito del Nuovo Ordine” doveva essere finanziato da un “Nuovo Tesoro” (Irad-i Cedid). I titolari di timar assenti o irresponsabili avrebbero visto le loro licenze annullate e sequestrate dal governo. Furono riscosse nuove tasse e le vecchie tasse furono riappropriate per finanziare il Nuovo Tesoro, comprese le tasse su alcol e lana. Gli ottomani intrapresero anche riforme più ampie del sistema tariffario. Mentre i non musulmani avevano goduto di privilegi speciali manipolando le concessioni, gli amministratori si adoperarono per reprimere la perdita delle rendita statale.
Selim III riorganizzò anche le province dal punto di vista amministrativo. Nel 1795 propose nuove strutture di governo nel tentativo di invertire la tendenza dell'impero verso il decentramento. Tuttavia, il governo non disponeva di risorse militari o finanziarie per attuare la politica e rese la centralizzazione un"ideale irraggiungibile".
Sebbene i riformatori chiedessero il rinnovamento del sistema ottomano e l'europeizzazione delle forze armate, non erano affatto antagonisti dell'Islam. In molti casi, l'appello alla riforma vedeva il rinnovamento islamico e il rinnovamento militare-amministrativo-economico intrecciati e reciprocamente dipendenti. La disciplina militare comportava spesso la memorizzazione di testi religiosi.

## Fine
La coalizione di riforma con cui Selim salì al potere non era stabile. Diversi membri della burocrazia usarono il discorso del Nuovo Ordine come un modo per assicurarsi l'avanzamento personale, cambiando posizione sulla questione della riforma a seconda degli interessi personali. Ad esempio, erano pochi i notabili locali contenti delle nuove disposizioni fiscali per l'esercito del Nuovo Ordine, poiché minava le vecchie fonti di appalto delle imposte agricole. Il denaro per il sistema delle “Nuove Entrate” era raccolto reclamando le entrate degli appalti vacanti per lo stato. L'accumulazione di capitale aveva consentito alle élite locali di sfidare il centro, e non avevano alcun interesse a rinunciare volontariamente al loro potere. Se alcuni notabili beneficiarono della riforma, altri, come Tayyar Pascià, ne furono esclusi.
I giannizzeri divennero sempre più consapevoli delle minacce poste dal Nuovo Ordine ai loro privilegi. Nel 1806, durante il celebre incidente di Edirne, i giannizzeri e i notabili locali si unirono per linciare un qadi venuto a recitare un decreto imperiale che annunciava il dispiegamento delle truppe del Nuovo Ordine nella regione. I giannizzeri sfruttarono anche il risentimento generale per l'occidentalizzazione e l'aumento delle tasse che finanziavano il Nuovo Ordine per potere ottenere il sostegno popolare alla ribellione che avrebbe posto fine al Nuovo Ordine nel 1807.